# Iglesia de San Salvador (Lucca)
La iglesia de San Salvador (Chiesa di San Salvatore en italiano) es una iglesia católica de la ciudad de Lucca (Toscana, Italia central), que se encuentra en la plaza homónima.
Esta iglesia existe desde el año 1009, fue reconstruida en el siglo XII. La parte más antigua conservada de este edificio es la planificación planimetrica, parte del aparato y la planta en la pared de la fachada y la parte sur hasta una altura de aproximadamente dos metros, mientras que el resto de la estructura muestra signos de ser una reconstrucción neo-medieval del siglo XIX. En el dintel de la puerta derecha del frente y del costado existe un bajorrelieve del Maestro Biduino, de la segunda mitad del siglo XII, relacionado con la temática del culto de San Nicolás. El interior de la iglesia está compuesto por tres naves sostenidas por pilares con un presbiterio que termina en escalera.

## Galería de imágenes

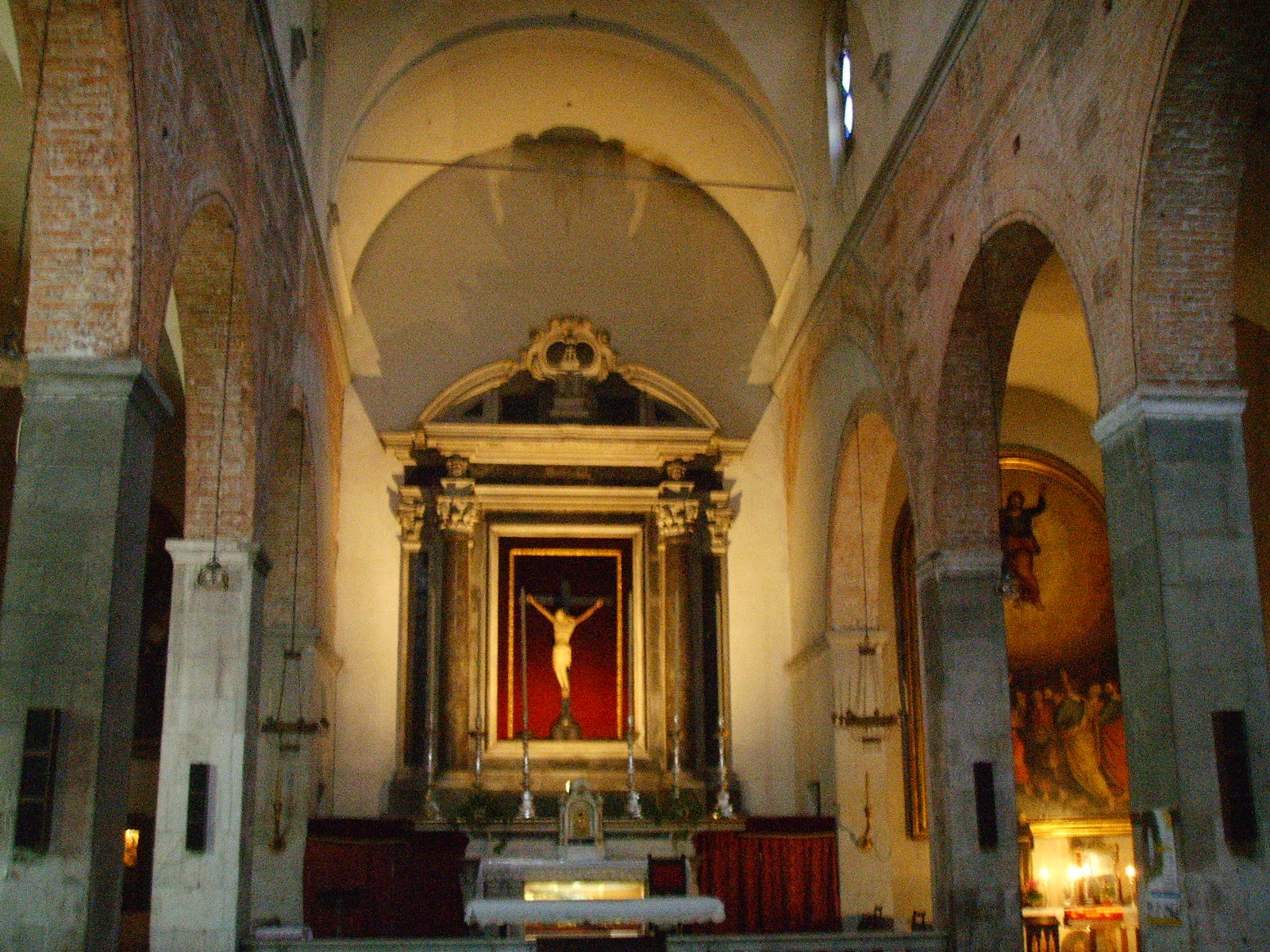
Vista interna.
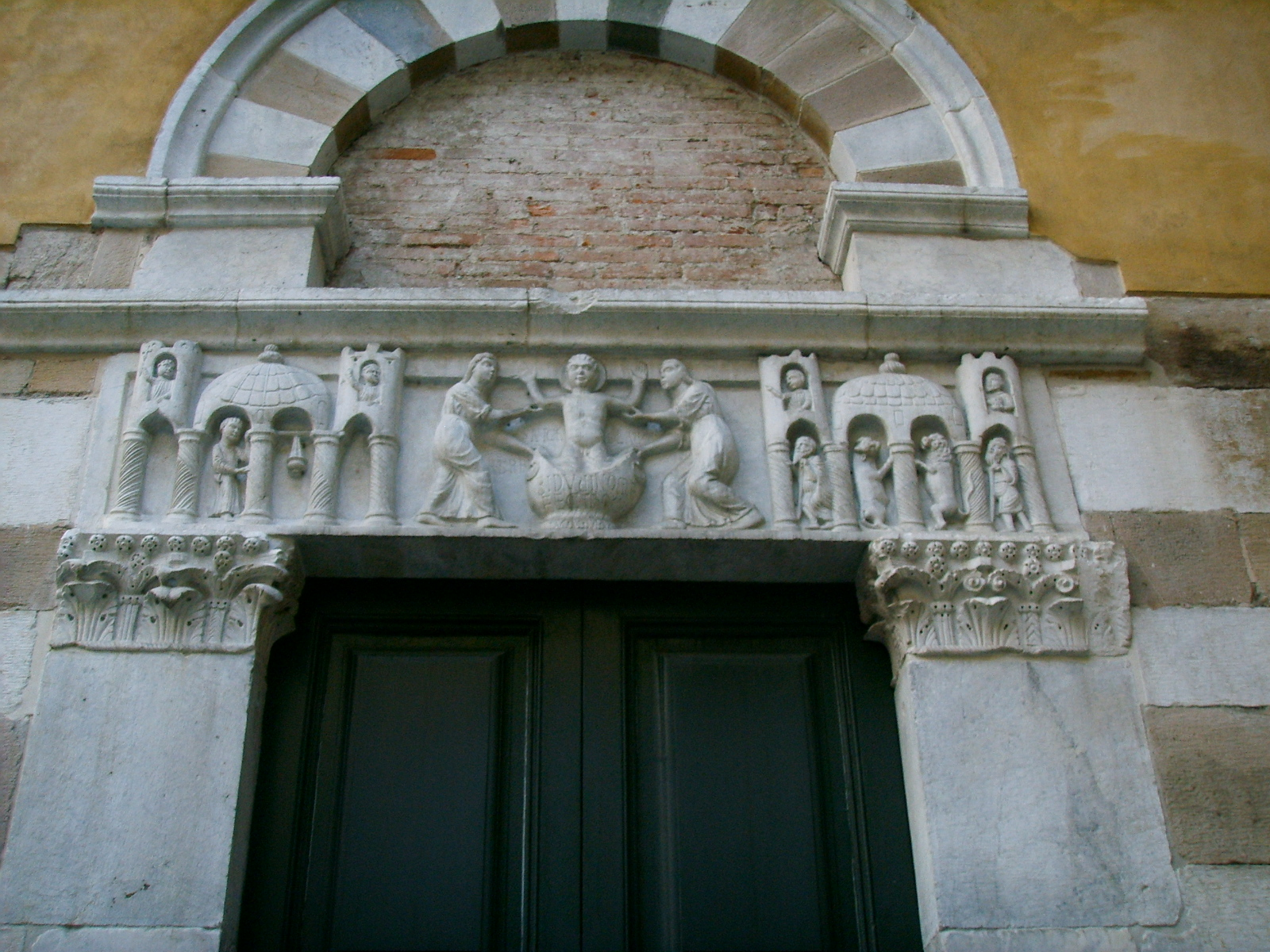
Dintel esculpido por Biduino (1).
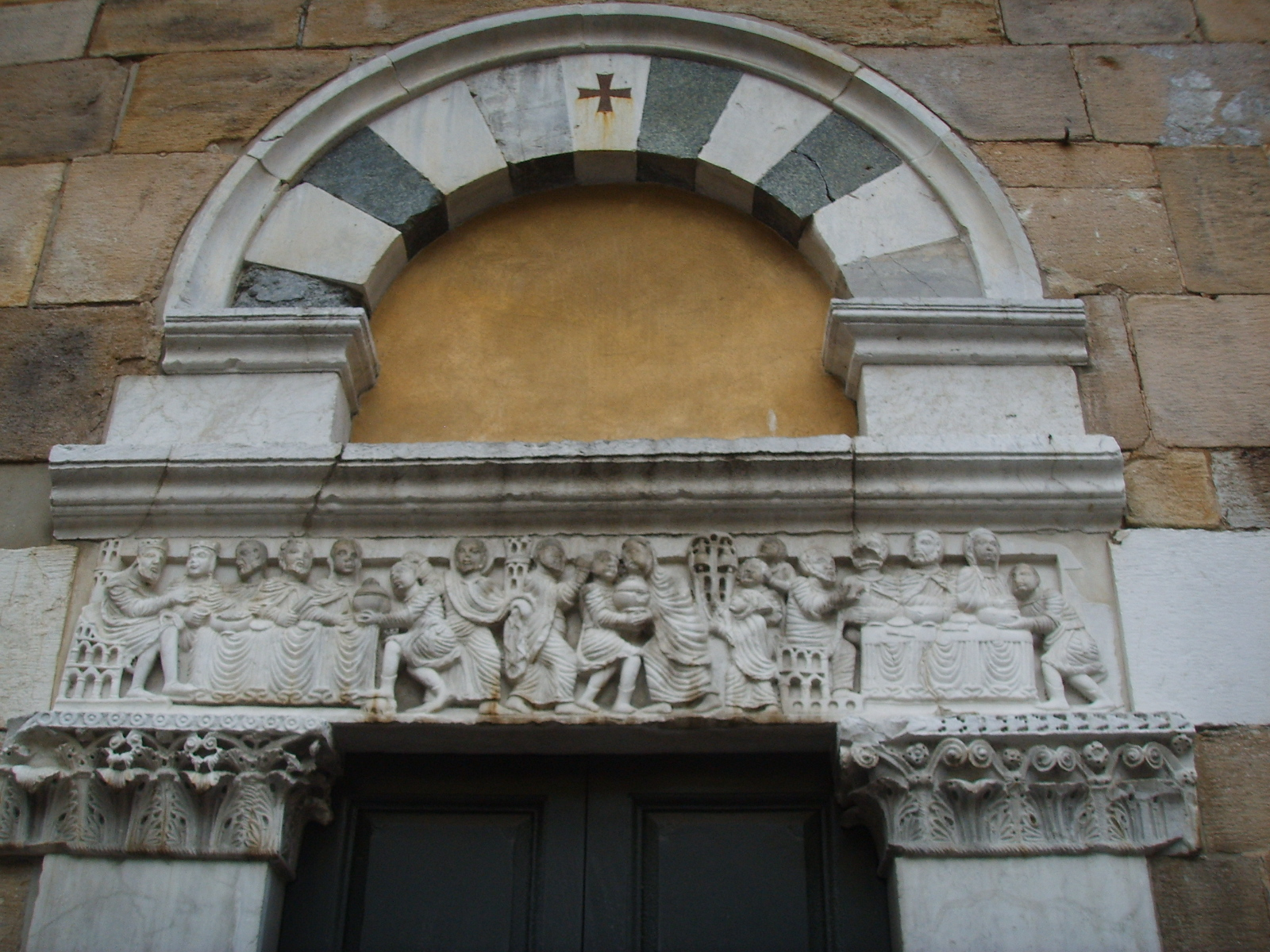
Dintel esculpido por Biduino (2).

- Datos: Q2220036
- Multimedia: San Salvatore (Lucca) / Q2220036